# 페이크 퍼
페이크 퍼(fake fur)는 모피의 외관과 따뜻함을 갖도록 가공된 파일(pile) 원단이다. 인조 모피는 폴리에스터, 나일론, 아크릴 섬유 등 다양한 재료로 만들 수 있다.
1929년에 처음 소개된 페이크 퍼는 처음에는 남미 알파카의 털로 구성되었다. 그 후 수십 년 동안 특히 1940년대에는 직물 제조의 획기적인 발전 덕분에 품질이 크게 향상되었다. 1950년대 중반, 알파카 털을 아크릴 폴리머로 대체하면서 페이크 퍼에 획기적인 발전이 일어나 오늘날 우리가 알고 있는 합성 모피가 탄생하게 되었다.
동물권과 동물 복지 단체의 인조 모피 홍보는 전통적인 모피 의류에 대한 동물 친화적인 대안으로 인기를 높이는 데 기여했다.